# Leslie King
Leslie King (1876 - 10 de outubro de 1947), muitas vezes creditado Leslie J. King, foi um ator de teatro e de cinema estadunidense da era do cinema mudo, que atuou em 17 filmes entre 1916 e 1932. No teatro, atuou na Broadway em cerca de 20 peças entre 1924 e 1940.

## Biografia
Seu primeiro filme foi Temperance Town, em 1916, pela Selig Polyscope Company. Pela Astra Film Corporation, atuou no seriado The Shielding Shadow (1916), e pela Monmouth Film Corporation no seriado Jimmie Dale Alias the Grey Seal (1917). Seu último filme foi The Horror (1932), em que foi o protagonista. Destacam-se as suas caracterizações para os diversos personagens que interpretou, como o Chapeleiro Maluco em Alice in Wonderland (1931), ou o The Money Lender no seriado The Evil Eye, em 1920.
No teatro, atuou na Broadway em várias peças, entre musicais, dramas e comédias, sendo a primeira o drama Rust, em 1924, e a última Delicate Story, em 1940. Destacam-se as peças Creeping Fire, em 1935, e Dorian Gray, em 1936, ambas na Broadway.
Morreu aos 71 anos, em Amityville, Nova Iorque.

## Fimografia parcial
- Temperance Town (1916)
- The Shielding Shadow (1916)

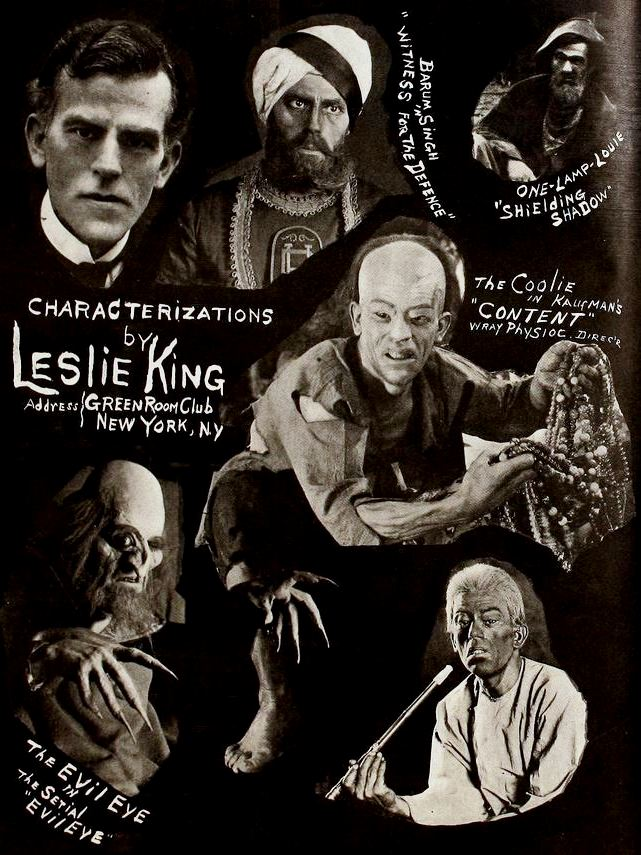
Várias caracterizações feitas pelo ator Leslie King em filmes como The Shielding Shadow (1916), The Witness for the Defense (1919) e The Evil Eye (1920). In Motion Picture News, 12 de junho de 1920.

- Jimmie Dale Alias the Grey Seal (1917)
- Here Comes the Bride (1919)
- The Fatal Fortune (1919)
- The Witness for the Defense (1919)
- The Evil Eye (1920)
- Experience (1921)
- The Streets of New York (1922)
- The New School Teacher (1924)
- Alice in Wonderland (1931)
- The Horror (1932)

## Peças
- Rust (1924)
- The Dagger (1925)
- Oh! Oh! Nurse (1925)
- The Right To Kill
- Beau Gallant (1926)
- The Jeweled Tree (1926)
- The Jade God (1929)
- The Blue Ghost (1930)
- Incubator (1932)
- Her Man of Wax (1933)
- Creeping Fire (1935)
- Lady of Letters (1935)
- Lady Luck (1936)
- Dorian Gray (1936)
- A Point of Honor (1937)
- Money Mad (1937)
- Eye On the Sparrow (1938)
- Delicate Story (1940)